# Michel Matschoss
Michel Matschoss (1er avril 1943) est un auteur allemand de jeux de société.
Michel Matschoss a d'abord été directeur du marketing dans la société 3M. Il est l'un des fondateurs et a dirigé jusqu'en 2009 la filiale allemande de la société d'édition Winning Moves à Düsseldorf.

## Ludographie

### AvecAlex Randolph
- Sagaland ou Fabuleux trésors ou Forêt enchantée, 1981, Ravensburger, Spiel des Jahres  1982